# 十字村
十字村是中華民國嘉義縣阿里山鄉的一個村。

## 歷史
因地處鞍部而得名，為鄒族特富野社和來吉社交界之地，日治初期將其命名為十字卡，後來阿里山森林鐵路竣工後在此設十字路站，成為阿里山南北交通的中心，又因盛產樟腦，漸漸形成村落。八八風災後鐵路運輸一度中斷，至2017年復駛。

## 地理
地處曾文溪和阿里山溪的分水嶺，為阿里山對外交通的要道，北以阿里山溪與來吉村為界，南以後大埔溪與達邦村相接，東鄰香林村、中正村、中山村，西靠梅山鄉太和村，面積17.4587平方公里。

## 聚落

### 十字路
在十字村南部，為原漢混居的聚落，以車站為中心南北延伸，南部街區進入達邦村境内。

### 平遮那
平遮那意為長滿梨樹之地，位於本村東北部。

### 多林
多林，又譯哆囉焉，為阿里山林場之苗圃地，設有多林派出所。

### 科子林
因茂生水科仔樹而得名。
| 阿里山鄉行政區劃 |
| 十字村           |

## 設施
- 十字國小：位於十字路西北，面積0，2996公頃，1957年建立。[1]

## 交通
- 台18線經過。2021年11月8日起村境内78.3公里、79公里等2處因坍方災害頻發興建明隧。[4]
- 十字路站為目前阿里山森林鐵路的部份班次終點站，2024年7月6日起增加停靠一班往阿里山上山班次。[5]

## 人口
70歲以上人口佔全村人口60%，因此被稱為阿里山的「長壽村」。

## 飲食
- 蜘蛛抱蛋粽
- 柴火直燒竹筒飯